# 奧利扎里夫卡
50°58′14″N 29°31′0″E / 50.97056°N 29.51667°E

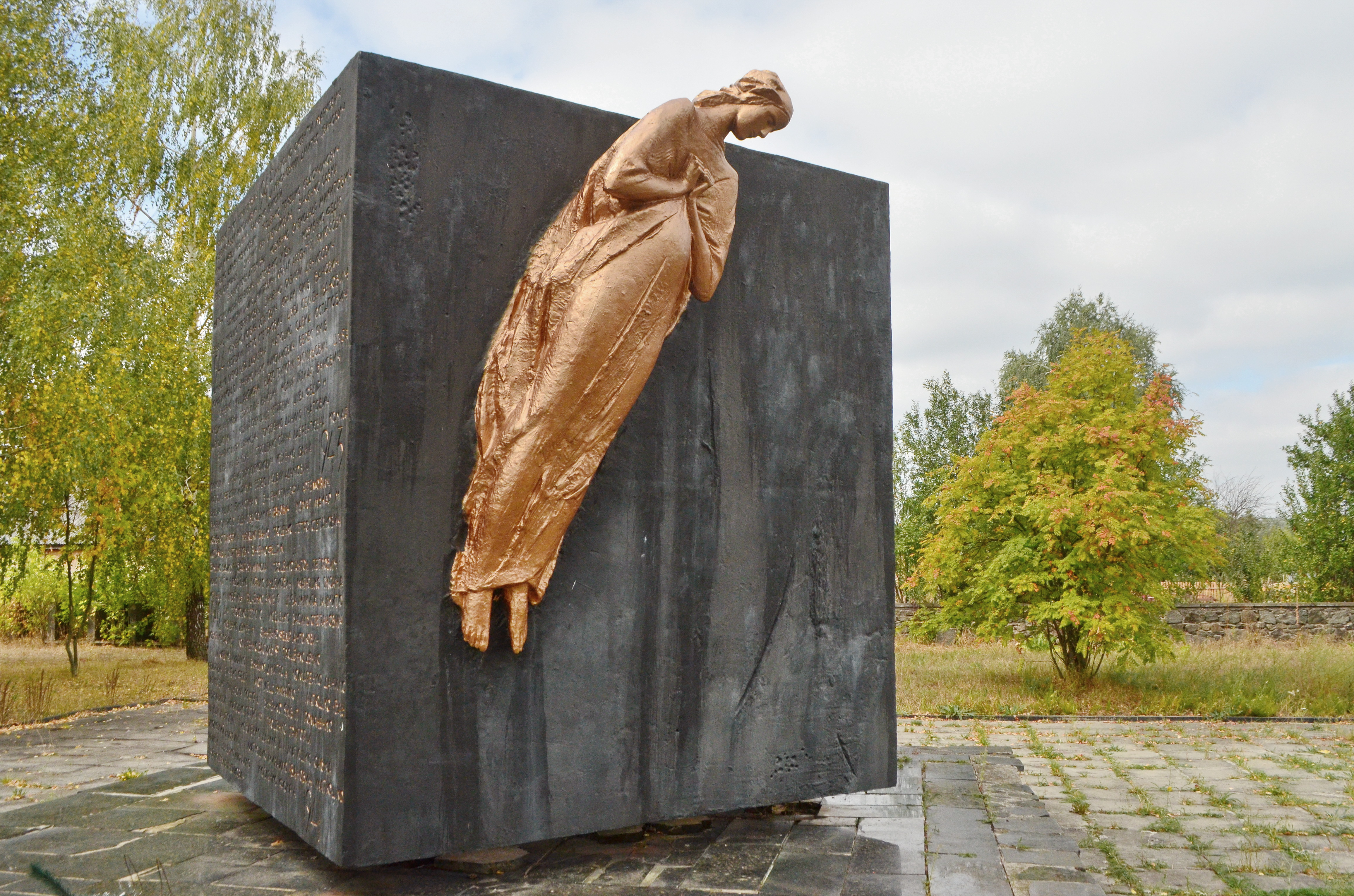

奧利扎里夫卡（烏克蘭語：Олізарівка）是位於烏克蘭北部的村莊，由基辅州维什霍罗德区的伊萬基夫市鎮負責管轄。該村面積2.6平方公里，海拔高度144米，2001年人口411，人口密度每平方公里158.1人。